# Węgry na Letnich Igrzyskach Olimpijskich 2008
Węgry na Letnich Igrzyskach Olimpijskich 2008 reprezentowało 171 sportowców – 90 mężczyzn i 81 kobiet w 20 dyscyplinach.
Był to 24. start reprezentacji Węgier na letnich igrzyskach olimpijskich. 11 zdobytych medali było najgorszym wynikiem Węgier na letnich igrzyskach olimpijskich od 1928. 

## Zdobyte medale
| Medal  | Zawodnik | Dyscyplina sportowa | Konkurencja                      |
| ------ | --- | ------------------- | -------------------------------- |
| Złoto  | Attila Vajda | Kajakarstwo         | C-1 1000 m mężczyzn              |
| Złoto  | Natasa Janics Katalin Kovács | Kajakarstwo         | K-2 500 m kobiet                 |
| Złoto  | Tibor Benedek Péter Biros István Gergely Norbert Hosnyánszky Tamás Kásás Gábor Kis Gergely Kiss Norbert Madaras Tamás Molnár Zoltán Szécsi Dániel Varga Dénes Varga Tamás Varga | Piłka wodna         | drużynowo mężczyzn               |
| Srebro | László Cseh | Pływanie            | 400 m stylem zmiennym mężczyzn   |
| Srebro | László Cseh | Pływanie            | 200 m stylem motylkowym mężczyzn |
| Srebro | Zoltán Fodor | Zapasy              | styl klasyczny do 84 kg mężczyzn |
| Srebro | László Cseh | Pływanie            | 200 m stylem zmiennym mężczyzn   |
| Srebro | Natasa Janics Katalin Kovács Danuta Kozák Gabriella Szabó | Kajakarstwo         | K-4 500 m kobiet                 |
| Srebro | Krisztián Pars | Lekkoatletyka       | rzut młotem mężczyzn             |
| Brąz   | Ildikó Mincza-Nébald | Szermierka          | szpada indywidualnie kobiet      |
| Brąz   | Tamás Kiss György Kozmann | Kajakarstwo         | C-2 1000 m mężczyzn              |